# Sirván
Sirván (perzsa nyelven: شروان, latinul: Shirvān; azerbajdzsán nyelven: Şirvan; tatár nyelven: Şirvan, más néven Sharvann, Shirwan, Shervan, Sherwan és Šervān) történelmi térség a Kelet-Kaukázusban. A régió ma Azerbajdzsán Köztársaság ipari és mezőgazdasági szempontból fejlett része, amely a Kaszpi-tenger nyugati partja és a Kura folyó között húzódik, középpontjában a Sirván-síksággal.

## Nevének etimológiája
Shirvan nevére számos magyarázat létezik: Shirvan vagy Sharvan a "Shahrbān" (perzsa: :هربان) szó megváltozott formái, ami azt jelenti: "kormányzó". A "Shahrban" szót Achaemenian-dinasztia óta "Xshathrapawn" -ként használják, hogy a királyság különféle államaira utaljanak.
A perzsa Shervan ciprusfát jelent (ugyanaz, mint a "sarv" közép-perzsa és új perzsa, valamint arab nyelven). Férfinévként is használják.
A 'Shirwan' másik jelentése a Dehkhoda szótár szerint az oroszlán védelmezője. Ezt a nevet kurd nyelven széles körben használják a férfiak számára; Kirkuk (Kurdisztán déli része) közelében található Qelay Shirwana/Shirvana nevű kastély. Szintén van egy híres törzs Erbil kormányzóság északi részén, az iraki kurdisztáni régióban, Sherwani néven, amely a Barzani törzsunió része. Sherwan város a Sherwani törzs központja. Heptner és Sludskii (1972) szerint a Shīr (perzsa: شیر) szó az ázsiai oroszlánra utal.
Said Nafisi azonban rámutat, hogy Khaqani versei szerint, ahol Khaqani ellentétben áll szülővárosával, Kheyrvānnal (perzsa: خیروان), a név eredeti és helyes kiejtése Sharvān volt. Tehát minden olyan etimológia, amely ezt a nevet a sher/shir (oroszlán perzsa és kurd nyelven) vagy Anushiravanhoz kapcsolja, valószínűleg a népi etimológiára és nem a történelmi tényekre épül. A Shervān vagy Shirvān forma a későbbi évszázadokból származik. Az iszlám enciklopédia szerint Shirwan magában foglalta a kaukázusi hegység legkeletibb sarkait, valamint azokat a területeket, amelyek e hegyekről a Kur folyó partjára estek le. Ugyanakkor az uralkodók folyamatosan a Kaszpi-tenger nyugati partjainak ellenőrzésére törekedtek Fromubától (a modern Quba városától) az északi Maskat körzetében a déli Baku felé. Mindezen földektől északra Bab al-Abwab vagy Derbend feküdt, nyugatra pedig a modern Goychay fölött, Shaki régió volt. A középkori iszlám időkben, és nyilvánvalóan az iszlám előtti Sāsānidokban is, Shirwan magában foglalta Layzan körzetét is, amely valószínűleg megfelel a modern Lahidjnak.
A 19. századi natív történész és író, Abbasgulu Bakikhanov ezt a következőképpen határozza meg: "A Shirvan országa keleti részén a Kaszpi-tenger partján, délen pedig a Kur folyó partján helyezkedik el, amely elválasztja Moghan és Örményország tartományától."
A név Shirvanshah Shīrwān Shāh vagy Sharwān Shāh néven is kifejezésre került. A középkori iszlám idején arab származású perzsa dinasztia címe volt. A területet önállóan, vagy nagyobb birodalmak vazálisaként uralták 800-tól 1607-ig, amikor Safavid uralma megszilárdult.